# Ponte Irrawaddy
Il ponte Irrawaddy (Yadanabon) (in birmano ဧရာဝတီတံတား (ရတနာပုံ)), conosciuto anche come Irrawaddy Bridge, Ayeyarwady Bridge, Yadanabon Bridge, Yadanar Pone Bridge o come New Ava Bridge è un ponte stradale della Birmania che attraversa il fiume Irrawaddy, collegando le città di Sagaing in sponda destra e Mandalay in sponda sinistra.

## Storia
Fino alla fine del XX secolo l'unico ponte che attraversava il fiume Irrawaddy era il Ponte di Ava, originariamente costruito nel 1934, situato circa 600 metri più a valle.
 
Agli inizi del XXI secolo si decise di costruire un nuovo ponte stradale a 4 corsie per migliorare i collegamenti tra la città di Sagaing e la periferia meridionale di Mandalay, la seconda più grande città della Birmania. Il vecchio Ponte di Ava infatti non era più in grado di soddisfare le esigenze del traffico, in particolare di quello commerciale dal momento che poteva essere attraversato solo da veicoli di peso inferiore alle 15 tonnellate. 
Il 18 novembre 2002 venne siglato il contratto d'appalto per la progettazione e costruzione del ponte con la società cinese CAMC Engineering, per un valore totale di 10.90 milioni di dollari statunitensi.
La costruzione vera e propria del ponte durò circa 20 mesi, e la struttura venne aperta al traffico l'11 aprile 2008.

## Descrizione

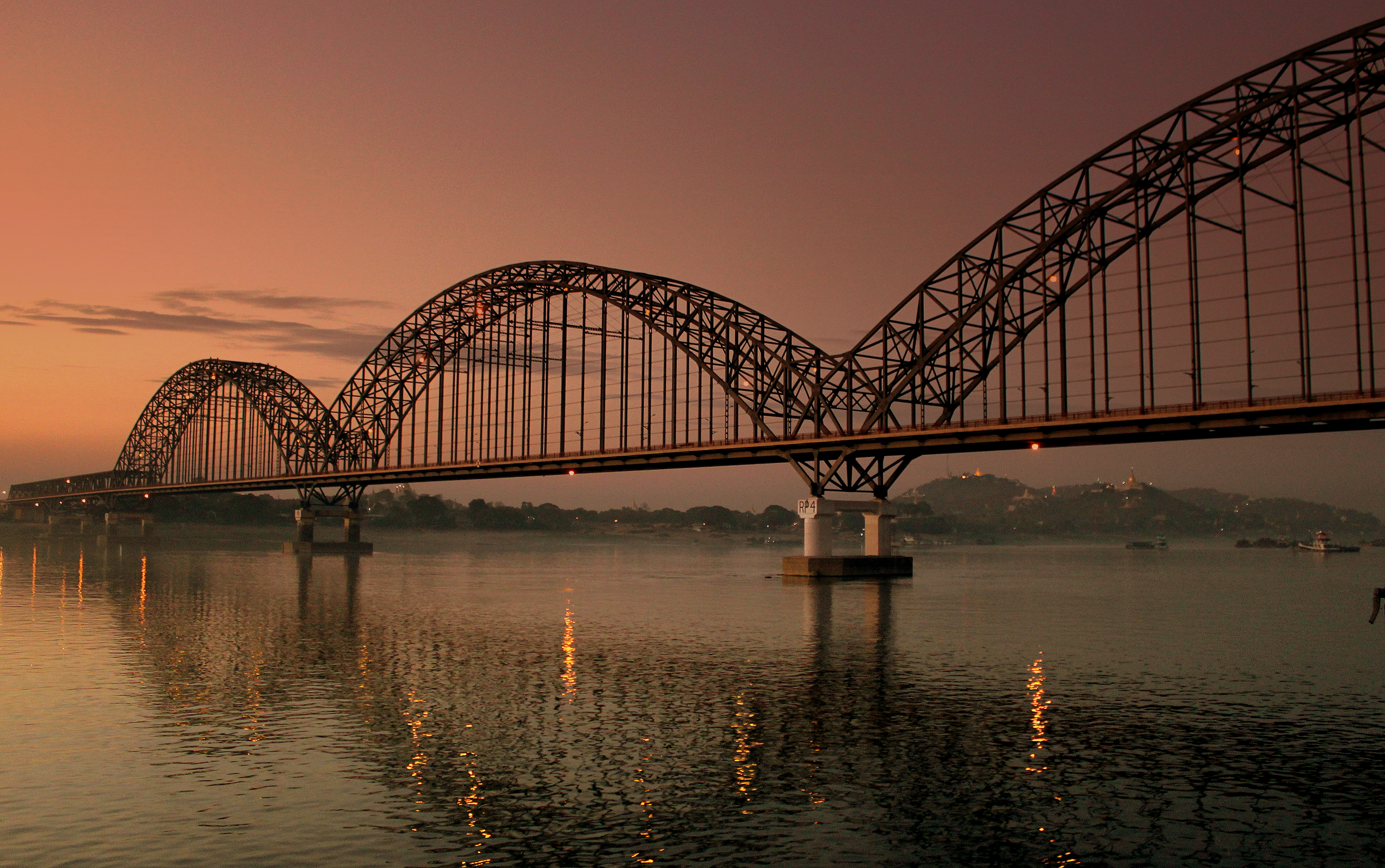
Dettaglio degli archi in acciaio

Il ponte attraversa il fiume Irrawaddy  e collega le città di Sagaing e Mandalay. La sua parte centrale è lunga 1126 metri, mentre la lunghezza totale della struttura comprese le rampe di accesso è di 1711 metri.
È formato da una serie di campate in acciaio che poggiano su piloni in calcestruzzo armato. Le tre campate centrali sono sorrette da grandi archi in acciaio, e la maggiore delle tre ha una luce netta di 224 metri. Per costruire la struttura portante sono state utilizzate 9600 tonnellate di acciaio prodotto in Cina, trasportati lungo il fiume da dozzine di chiatte fino ad arrivare al sito di costruzione.
L'impalcato stradale è largo 15 metri e ospita 4 corsie carrabili, due per senso di marcia, ed è percorribile da veicoli fino a 60 tonnellate di peso. Su ogni lato della sede stradale si trova un marciapiede pedonale di 1,8 metri di larghezza. È attraversato ogni giorno da oltre 2700 camion e autobus.